# Fachinformationszentrum
Die Fachinformationszentren (FIZ) sind spezielle zur Fachinformation zählende Einrichtungen im Bereich der Bibliotheks-, Informations- und Dokumentationswissenschaften (BID-Bereich). Sie gehören dem öffentlichen oder organisierten Informationssektor an, da sie zumeist aus dem Programm der Bundesregierung zur Förderung der Information und Dokumentation (1974–1977) hervorgingen, das zum Ziel hatte, Information und Dokumentation planmäßig zentral staatlich zu lenken. Zum Teil werden diese Einrichtungen bis heute staatlich finanziert oder gefördert, teilweise besteht heute eine vollständige Eigenfinanzierung. Die Geschäftsmodelle und Träger der Institutionen sind vielfältig, ebenso die Bandbreite ihrer Leistungsangebote.
Informationsangebote der Fachinformationszentren finden sich auf den folgend genannten Webseiten. Des Weiteren fand man sie bis Anfang 2011 fachübergreifend integriert im deutschen Wissenschaftsportal vascoda.
- FIZ Chemie, Fachinformationszentrum Chemie
- FIZ Karlsruhe – Leibniz-Institut für Informationsinfrastruktur, ehem. Fachinformationszentrum Karlsruhe (Energie, Physik, Mathematik)
- WTI-Frankfurt ehem. (FIZ Technik), Frankfurt: Technik und Management (Elektro- und Informationstechnik, Maschinenbau, Werkstoffe, Betriebsorganisation, Umwelt, Holz, Textil, Drucktechnologie, Bergbau, Medizinische Technik, Informationswissenschaften, Elektromobilität, Automobil, Physik, Chemie)
- FIZ Wirtschaft, inzwischen aufgelöst, wobei deren ehemalige Inhalte sich bei GBI-Genios[1] befinden
- GESIS, Mannheim
- Leibniz-Institut für Psychologie (ZPID), Trier
- DIPF | Leibniz-Institut für Bildungsforschung und Bildungsinformation, Frankfurt und Berlin
- Zentralbibliothek der Sportwissenschaften (ZBS[2])
- Bundesinstitut für Sportwissenschaft (BISP[3])
- Deutsche Zentralbibliothek für Medizin (ZB MED), Köln
- Deutsches Informationszentrum für technische Regeln (DITR), das vollständig zu DIN Software[4] übergegangen ist
- Deutsches Institut für Medizinische Dokumentation und Information (DIMDI[5]), Köln
- juris[6]